# Martha Holliday
Martha Holliday, pseudonimo di Harriette Olson (Fort Smith, 3 agosto 1922 – Los Angeles, 22 novembre 1970), è stata un'attrice e ballerina statunitense.

## Biografia
Nata da genitori di origini svedesi, ultima di sei figli, la sua famiglia si trasferì dall'Arkansas a Oklahoma City, dove Harriette compì regolari studi secondari e si diplomò anche in una scuola di danza. Lavorò come ballerina in diverse città degli Stati Uniti e a L'Avana, diventando prima ballerina della Pro-Arte Ballet Company della capitale cubana.
Nel 1940 firmò un contratto con la Warner Brothers come insegnante di danza per gli attori e le attrici di quella casa di produzione, e a volte fu anche utilizzata come controfigura. Nel 1942 passò alla RKO sperando di essere utilizzata come attrice, ma anche lì fece solo l'insegnante per due anni. Finalmente, nel 1945, esordì sullo schermo con un piccolo ruolo in Il villino incantato, di John Cromwell, con Robert Young e Dorothy McGuire. Una parte molto più consistente l'ebbe nel musical Le ragazze dello scandalo, che tuttavia non soddisfece le sue ambizioni, decidendo così di passare dalla RKO alla Republic Pictures, dove però non ebbe miglior fortuna, interpretando tre soli film e lasciando il cinema nel 1948.
Martha Holliday morì dimenticata a Los Angeles nel 1970, a soli 48 anni.

## Filmografia
- Il villino incantato (The Enchanted Cottage), regia di John Cromwell (1945)
- Le ragazze dello scandalo (George White's Scandals), regia di Felix E. Feist (1945)
- La fiamma (The Flame), regia di John H. Auer (1947)
- I, Jane Doe, regia di John H. Auer (1948)
- Lulù Belle, regia di Leslie Fenton (1948)